# David Susskind
David Susskind (1925 - 25 novembre 2011) est une personnalité belge qui fonda en 1959 le Centre culturel et sportif juif (CCSJ), devenu quelques années plus tard le Centre communautaire laïc juif (CCLJ). Susskind et ses amis rescapés de la Shoah y défendaient un judaïsme laïc, qui voulait concilier judaïsme et libre-examinisme.

## Biographie
Susskind, réfugié en Suisse pendant la Seconde Guerre mondiale, œuvra beaucoup au rapprochement entre Israéliens et Palestiniens à travers des initiatives lancées en compagnie de son épouse Simone Susskind. Il avait aussi fondé l'asbl Israël-Palestine, en faveur de la création d’un État palestinien[réf. nécessaire]. Il contribua à la création du Comité de coordination des organisations juives de Belgique (CCOJB), coupole des organisations juives de Belgique. Son militantisme progressiste se heurta au conservatisme d'autres membres de la communauté. De son union avec Hélène Gancarska, il eut deux filles: Monique Susskind et Michèle Susskind (ex-présidente du CCLJ ), de son deuxième mariage avec Simone Susskind, il eut Noa Susskind qui eu deux enfants : Milo et Ethan moradiellos.et Amos Susskind. De son énorme fratrie de 12 frères et sœurs, il ne reste que Tauba Weber, sa jeune sœur, vivant en Israël.

## Positions politiques
David Susskind se déclare citoyen loyal de son pays, la Belgique : « J’aime ma démocratie et ses partis démocratiques. Je respecte son gouvernement et j’en suis solidaire. Nous, Juifs de Belgique, avons été accueillis ici et sommes heureux en tant que Juifs belges ».
Dans une déclaration de 1988, Susskind exprime ses positions concernant le conflit israélo-palestinien : 

« Quelle meilleure preuve d’amour pouvons-nous offrir que de tenter de contribuer à aider Israël à aboutir à la paix ?
Je suis peut-être une « belle âme », comme disent les gens de droite, mais j’ai mal aux tripes quand on tue un manifestant palestinien ! Je saigne quand un enfant israélien meurt ! 
Je sais que ce genre d’argument ne peut satisfaire ni les racistes, ni les « va-t-en guerre », mais j’en appelle à la raison. Israël commencera à vivre lorsqu’il sera en paix avec tous ses voisins. C’est David Ben Gourion qui l’a dit; je ne fais que répéter ses paroles.
Un devoir essentiel résume à mon sens toute la Torah : « Aime ton prochain comme toi-même ».
Si œuvrer pour la paix est un acte négatif, je l’assume volontiers.
Je plaide coupable ! »

## Hommages
En 2006, Vincent Engel a publié un roman sur la vie de Susskind intitulé Le Don de Mala-Léa : David Susskind, l'itinéraire d'un Mensch.